# Mungo Park (opdagelsesrejsende)
 For alternative betydninger, se Mungo Park. (Se også artikler, som begynder med Mungo Park)
Mungo Park (1771–1806) var en skotsk læge og opdagelsesrejsende.
I 1795-96 rejste han gennem Gambia og Senegal i Vestafrika og kortlagde floden Nigers øvre løb. Efter at have overlevet sygdom, overfald og fængsling vendte han hjem til Storbritannien og skrev bogen Rejser i Afrika i 1797 (oversat til dansk første gang i 1801, nyoversat i 1980). Under en ny ekspedition i 1806 druknede han i Niger i forsøget på at følge den til dens udløb.
Mungo Park har givet navn til to teatre beliggende i henholdsvis Allerød nord for København og Kolding.